# Milevi Skali
Milevi Skali (bulgariska: Милеви Скали) är ett berg i Bulgarien.   Det ligger i regionen Pazardzjik, i den sydvästra delen av landet, 90 km sydost om huvudstaden Sofia. Toppen på Milevi Skali är 1 534 meter över havet, eller 15 meter över den omgivande terrängen. Bredden vid basen är 0,17 km.
Terrängen runt Milevi Skali är kuperad söderut, men norrut är den bergig. Närmaste större samhälle är Septemvrijtsi, 9,6 km norr om Milevi Skali.
I omgivningarna runt Milevi Skali växer i huvudsak blandskog. Runt Milevi Skali är det ganska tätbefolkat, med 67 invånare per kvadratkilometer.